# 5e cérémonie des Oscars
La 5e cérémonie des Oscars du cinéma, organisée par l'Academy of Motion Picture Arts and Sciences, s'est déroulée le 18 novembre 1932 à l'hôtel Ambassador de Los Angeles. La cérémonie était présentée par Conrad Nagel et récompensait des films sortis entre le 1er août 1931 et le 31 juillet 1932. 
Walt Disney créa un court-métrage d'animation spécialement pour le banquet des Oscars, intitulé Parade des nommés aux Oscars 1932.
Grand Hotel est devenu le seul gagnant de l'Oscar du meilleur film à être nommé uniquement dans une seule catégorie, celle du meilleur film. C'est le dernier film à remporter l'Oscar du meilleur film sans une nomination pour l'Oscar du meilleur réalisateur jusqu'à Miss Daisy et son chauffeur en 1990 et également le dernier à gagner sans une nomination de scénario jusqu'à Hamlet en 1949. 
Cette cérémonie introduit trois nouveaux Oscars récompensant des courts-métrages, permettant à Des arbres et des fleurs de devenir le premier film d'animation à remporter un Oscar. 

## Palmarès

### Oscar du meilleur film
- Grand Hotel, produit par Metro-Goldwyn-Mayer
  - Arrowsmith, produit par Samuel Goldwyn Productions
  - Bad Girl, produit par Fox Film Corporation
  - Le Champion (The Champ), produit par Metro-Goldwyn-Mayer
  - Five Star Final, produit par First National Pictures
  - Une heure près de toi (One Hour With You), produit par Paramount Publix
  - Shanghai Express, produit par Paramount Publix
  - Le Lieutenant souriant (The Smiling Lieutenant), produit par Paramount Publix

### Oscar du meilleur réalisateur
- Frank Borzage pour Bad Girl
  - King Vidor pour Le Champion (The Champ)
  - Josef von Sternberg pour Shanghai Express

### Oscar du meilleur acteur
- Fredric March pour Dr. Jekyll et Mr. Hyde
- Wallace Beery pour Le Champion (The Champ)
  - Alfred Lunt pour The Guardsman

### Oscar de la meilleure actrice
- Helen Hayes pour La Faute de Madelon Claudet (The Sin of Madelno Claudet)
  - Marie Dressler pour Emma
  - Lynn Fontanne pour The Guardsman

### Oscar de la meilleure histoire originale
- Frances Marion pour Le Champion (The Champ)
  - Grover Jones et William Slavens McNutt pour Le Provocateur (Lady and Gent)
  - Lucien Hubbard pour The Star Witness
  - Adela Rogers St. Johns et Jane Murfin pour What Price Hollywood?

### Oscar du meilleur scénario adapté
- Edwin J. Burke pour Bad Girl
  - Sidney Howard pour Arrowsmith
  - Percy Heath et Samuel Hoffenstein pour Dr. Jekyll et Mr. Hyde

### Oscar des meilleurs décors
- Gordon Wiles pour Transatlantique (Transatlantic)
  - Lazare Meerson pour À nous la liberté
  - Richard Day pour Arrowsmith

### Oscar de la meilleure photographie
- Lee Garmes pour Shanghai Express
  - Ray June pour Arrowsmith
  - Karl Struss pour Dr. Jekyll and Mr. Hyde

### Oscar du meilleur mixage de son
- Paramount Publix Studio Sound Department
  - MGM Studio Sound Department
  - RKO Radio Studio Sound Department
  - Walt Disney Productions
  - Warner Bros First National Studio Sound Department

### Oscar du meilleur court métrage d'animation
- Walt Disney Productions pour Des arbres et des fleurs (Flowers and Trees)
  - Leon Schlesinger Productions pour It's Got Me Again!
  - Walt Disney Productions pour Les Orphelins de Mickey (Mickey's Orphans)

### Oscar du meilleur court métrage en prises de vues réelles- catégorie « Comédie »
- Livreurs, sachez livrer ! (The Music Box) d'Hal Roach
  - The Loud Mouth de Del Lord
  - Scratch-As-Catch-Can de RKO Radio

### Oscar du meilleur court métrage en prises de vues réelles- catégorie « Nouveauté »
- Wrestling Swordfish (en)
  - Screen Souvenirs
  - Swing High

## Oscar d'honneur
Walt Disney pour la création de Mickey